# Crocodylus rhombifer
El cocodrilo cubano (Crocodylus rhombifer) es una especie de saurópsido (reptil) crocodilio de la familia Crocodylidae. Es una de las especies más pequeñas del género, rara vez alcanza más de 3.5 m, teniendo además el hábitat más restringido. Entre sus parientes más cercanos están el cocodrilo del Nilo y el cocodrilo marino, los mayores reptiles actuales, que pueden alcanzar los 7 m de longitud. Un ejemplo de la evolución en condiciones de insularidad, en este caso tendiente a un enanismo isleño.

## Taxonomía
El género Crocodylus probablemente originó en África desde donde se esparcieron hacia el Sudeste Asiático y las Américas, aunque también se ha considerado un origen en Australia y Asia. Evidencias phylogenéticas apoyan la idea de Crocodylus divergiendo de su pariente más cercano, el extinto Voay de Madagascar, alrededor de hace 25 millones de años, alrededor de la frontera Oligoceno/Mioceneo.
A continuación se presenta un cladograma basado en un estudio de 2018 por Lee & Yates, elaborado a partir de datos morfológicos, moleculares (sequenciación de ADN) y estratigráficos (edades del registro fósil), según la revisión paleogenómica de 2021 por Hekkala y colaboradores, que emplearon ADN extraído del extinto Voay.
|  | Crocodylus anthropophagus†  |
|  |                             |
|  | Crocodylus thorbjarnarsoni† |
|  |                             |

|  | Crocodylus palaeindicus†       |
|  |                                |
|  | Crocodylus Desierto de Tirari† |
|  |                                |

|  | Crocodylus anthropophagus†  |
|  |                             |
|  | Crocodylus thorbjarnarsoni† |
|  |                             |

|  | Crocodylus palaeindicus†       |
|  |                                |
|  | Crocodylus Desierto de Tirari† |
|  |                                |

|  | Crocodylus johnsoni Cocodrilo de Johnstone                                                                                        |
|  | |
|  | \| \| Crocodylus novaeguineae Cocodrilo de Nueva Guinea \| \| \| \| \| \| Crocodylus mindorensis Cocodrilo de Mindoro \| \| \| \| |
|  | |
|  | Crocodylus novaeguineae Cocodrilo de Nueva Guinea                                                                                 |
|  | |
|  | Crocodylus mindorensis Cocodrilo de Mindoro                                                                                       |
|  | |

|  | Crocodylus novaeguineae Cocodrilo de Nueva Guinea |
|  |                                                   |
|  | Crocodylus mindorensis Cocodrilo de Mindoro       |
|  |                                                   |

|  | Crocodylus porosus Cocodrilo marino                                                                                      |
|  | |
|  | \| \| Crocodylus siamensis Cocodrilo siamés \| \| \| \| \| \| Crocodylus palustris Cocodrilo de las marismas \| \| \| \| |
|  | |
|  | Crocodylus siamensis Cocodrilo siamés                                                                                    |
|  | |
|  | Crocodylus palustris Cocodrilo de las marismas                                                                           |
|  | |

|  | Crocodylus siamensis Cocodrilo siamés          |
|  |                                                |
|  | Crocodylus palustris Cocodrilo de las marismas |
|  |                                                |

|  | Crocodylus johnsoni Cocodrilo de Johnstone                                                                                        |
|  | |
|  | \| \| Crocodylus novaeguineae Cocodrilo de Nueva Guinea \| \| \| \| \| \| Crocodylus mindorensis Cocodrilo de Mindoro \| \| \| \| |
|  | |
|  | Crocodylus novaeguineae Cocodrilo de Nueva Guinea                                                                                 |
|  | |
|  | Crocodylus mindorensis Cocodrilo de Mindoro                                                                                       |
|  | |

|  | Crocodylus novaeguineae Cocodrilo de Nueva Guinea |
|  |                                                   |
|  | Crocodylus mindorensis Cocodrilo de Mindoro       |
|  |                                                   |

|  | Crocodylus porosus Cocodrilo marino                                                                                      |
|  | |
|  | \| \| Crocodylus siamensis Cocodrilo siamés \| \| \| \| \| \| Crocodylus palustris Cocodrilo de las marismas \| \| \| \| |
|  | |
|  | Crocodylus siamensis Cocodrilo siamés                                                                                    |
|  | |
|  | Crocodylus palustris Cocodrilo de las marismas                                                                           |
|  | |

|  | Crocodylus siamensis Cocodrilo siamés          |
|  |                                                |
|  | Crocodylus palustris Cocodrilo de las marismas |
|  |                                                |

|  | Crocodylus checchiai†   |
|  |                         |
|  | Crocodylus falconensis† |
|  |                         |

|  | Crocodylus moreletii Cocodrilo de pantano |
|  |                                           |
|  | Crocodylus rhombifer Cocodrilo cubano     |
|  |                                           |

|  | Crocodylus intermedius Cocodrilo del Orinoco |
|  |                                              |
|  | Crocodylus acutus Cocodrilo americano        |

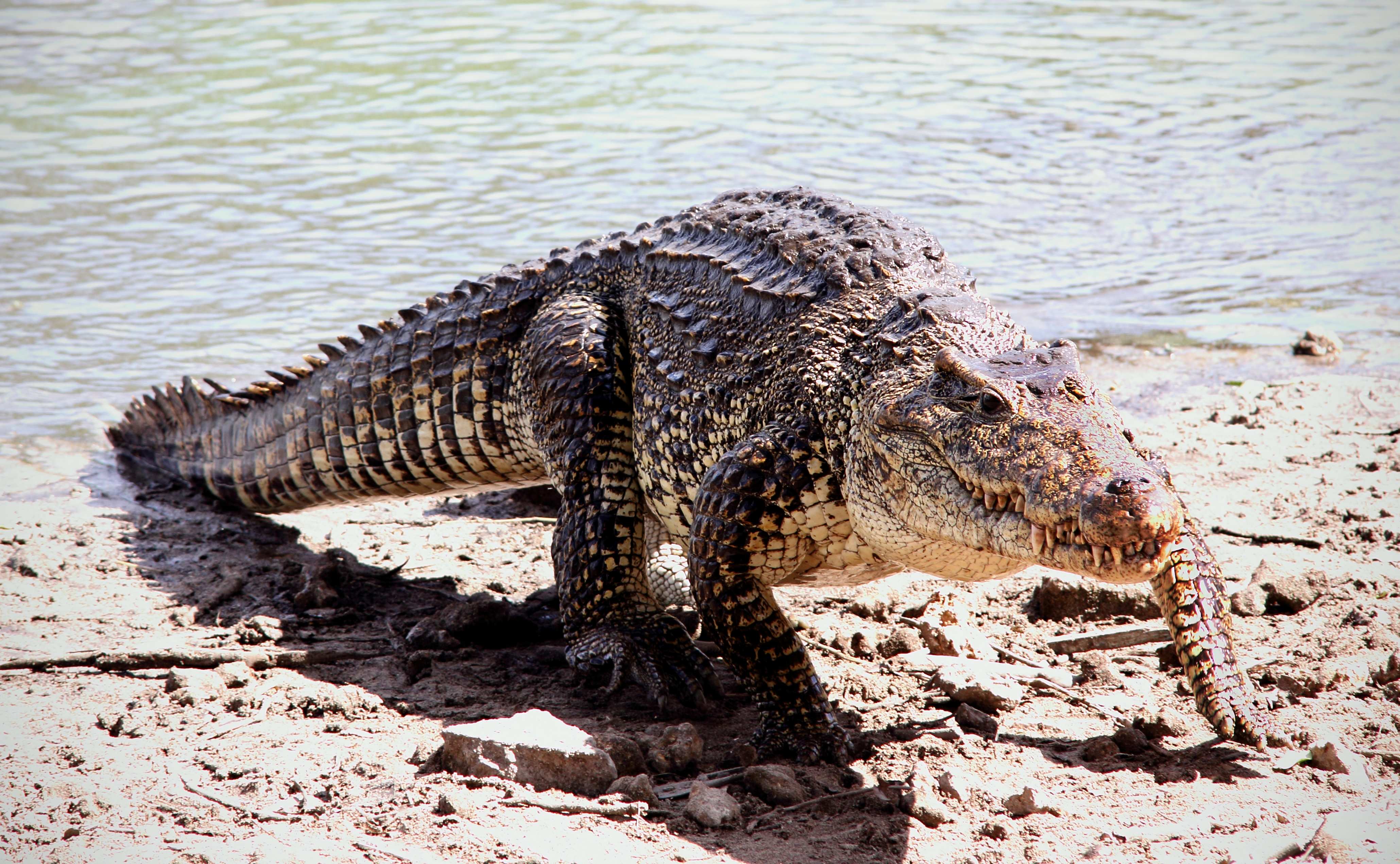
Crocodylus rhombifer saliendo del agua

|  |                                              |

|  | Crocodylus moreletii Cocodrilo de pantano |
|  |                                           |
|  | Crocodylus rhombifer Cocodrilo cubano     |
|  |                                           |

|  | Crocodylus intermedius Cocodrilo del Orinoco |
|  |                                              |
|  | Crocodylus acutus Cocodrilo americano        |
|  |                                              |

|  | Crocodylus moreletii Cocodrilo de pantano |
|  |                                           |
|  | Crocodylus rhombifer Cocodrilo cubano     |
|  |                                           |

|  | Crocodylus intermedius Cocodrilo del Orinoco |
|  |                                              |
|  | Crocodylus acutus Cocodrilo americano        |
|  |                                              |

|  | Crocodylus moreletii Cocodrilo de pantano |
|  |                                           |
|  | Crocodylus rhombifer Cocodrilo cubano     |
|  |                                           |

|  | Crocodylus intermedius Cocodrilo del Orinoco |
|  |                                              |
|  | Crocodylus acutus Cocodrilo americano        |
|  |                                              |

|  | Crocodylus moreletii Cocodrilo de pantano |
|  |                                           |
|  | Crocodylus rhombifer Cocodrilo cubano     |
|  |                                           |

|  | Crocodylus intermedius Cocodrilo del Orinoco |
|  |                                              |
|  | Crocodylus acutus Cocodrilo americano        |
|  |                                              |

|  | Crocodylus moreletii Cocodrilo de pantano |
|  |                                           |
|  | Crocodylus rhombifer Cocodrilo cubano     |
|  |                                           |

|  | Crocodylus intermedius Cocodrilo del Orinoco |
|  |                                              |
|  | Crocodylus acutus Cocodrilo americano        |
|  |                                              |

|  | Crocodylus moreletii Cocodrilo de pantano |
|  |                                           |
|  | Crocodylus rhombifer Cocodrilo cubano     |
|  |                                           |

|  | Crocodylus intermedius Cocodrilo del Orinoco |
|  |                                              |
|  | Crocodylus acutus Cocodrilo americano        |
|  |                                              |

|  | Crocodylus moreletii Cocodrilo de pantano |
|  |                                           |
|  | Crocodylus rhombifer Cocodrilo cubano     |
|  |                                           |

|  | Crocodylus intermedius Cocodrilo del Orinoco |
|  |                                              |
|  | Crocodylus acutus Cocodrilo americano        |
|  |                                              |

|  | Crocodylus checchiai†   |
|  |                         |
|  | Crocodylus falconensis† |
|  |                         |

|  | Crocodylus moreletii Cocodrilo de pantano |
|  |                                           |
|  | Crocodylus rhombifer Cocodrilo cubano     |
|  |                                           |

|  | Crocodylus intermedius Cocodrilo del Orinoco |
|  |                                              |
|  | Crocodylus acutus Cocodrilo americano        |
|  |                                              |

|  | Crocodylus moreletii Cocodrilo de pantano |
|  |                                           |
|  | Crocodylus rhombifer Cocodrilo cubano     |
|  |                                           |

|  | Crocodylus intermedius Cocodrilo del Orinoco |
|  |                                              |
|  | Crocodylus acutus Cocodrilo americano        |
|  |                                              |

|  | Crocodylus moreletii Cocodrilo de pantano |
|  |                                           |
|  | Crocodylus rhombifer Cocodrilo cubano     |
|  |                                           |

|  | Crocodylus intermedius Cocodrilo del Orinoco |
|  |                                              |
|  | Crocodylus acutus Cocodrilo americano        |
|  |                                              |

|  | Crocodylus moreletii Cocodrilo de pantano |
|  |                                           |
|  | Crocodylus rhombifer Cocodrilo cubano     |
|  |                                           |

|  | Crocodylus intermedius Cocodrilo del Orinoco |
|  |                                              |
|  | Crocodylus acutus Cocodrilo americano        |
|  |                                              |

|  | Crocodylus moreletii Cocodrilo de pantano |
|  |                                           |
|  | Crocodylus rhombifer Cocodrilo cubano     |
|  |                                           |

|  | Crocodylus intermedius Cocodrilo del Orinoco |
|  |                                              |
|  | Crocodylus acutus Cocodrilo americano        |
|  |                                              |

|  | Crocodylus moreletii Cocodrilo de pantano |
|  |                                           |
|  | Crocodylus rhombifer Cocodrilo cubano     |
|  |                                           |

|  | Crocodylus intermedius Cocodrilo del Orinoco |
|  |                                              |
|  | Crocodylus acutus Cocodrilo americano        |
|  |                                              |

|  | Crocodylus moreletii Cocodrilo de pantano |
|  |                                           |
|  | Crocodylus rhombifer Cocodrilo cubano     |
|  |                                           |

|  | Crocodylus intermedius Cocodrilo del Orinoco |
|  |                                              |
|  | Crocodylus acutus Cocodrilo americano        |
|  |                                              |

|  | Crocodylus moreletii Cocodrilo de pantano |
|  |                                           |
|  | Crocodylus rhombifer Cocodrilo cubano     |
|  |                                           |

|  | Crocodylus intermedius Cocodrilo del Orinoco |
|  |                                              |
|  | Crocodylus acutus Cocodrilo americano        |
|  |                                              |

|  | Crocodylus johnsoni Cocodrilo de Johnstone                                                                                        |
|  | |
|  | \| \| Crocodylus novaeguineae Cocodrilo de Nueva Guinea \| \| \| \| \| \| Crocodylus mindorensis Cocodrilo de Mindoro \| \| \| \| |
|  | |
|  | Crocodylus novaeguineae Cocodrilo de Nueva Guinea                                                                                 |
|  | |
|  | Crocodylus mindorensis Cocodrilo de Mindoro                                                                                       |
|  | |

|  | Crocodylus novaeguineae Cocodrilo de Nueva Guinea |
|  |                                                   |
|  | Crocodylus mindorensis Cocodrilo de Mindoro       |
|  |                                                   |

|  | Crocodylus porosus Cocodrilo marino                                                                                      |
|  | |
|  | \| \| Crocodylus siamensis Cocodrilo siamés \| \| \| \| \| \| Crocodylus palustris Cocodrilo de las marismas \| \| \| \| |
|  | |
|  | Crocodylus siamensis Cocodrilo siamés                                                                                    |
|  | |
|  | Crocodylus palustris Cocodrilo de las marismas                                                                           |
|  | |

|  | Crocodylus siamensis Cocodrilo siamés          |
|  |                                                |
|  | Crocodylus palustris Cocodrilo de las marismas |
|  |                                                |

|  | Crocodylus johnsoni Cocodrilo de Johnstone                                                                                        |
|  | |
|  | \| \| Crocodylus novaeguineae Cocodrilo de Nueva Guinea \| \| \| \| \| \| Crocodylus mindorensis Cocodrilo de Mindoro \| \| \| \| |
|  | |
|  | Crocodylus novaeguineae Cocodrilo de Nueva Guinea                                                                                 |
|  | |
|  | Crocodylus mindorensis Cocodrilo de Mindoro                                                                                       |
|  | |

|  | Crocodylus novaeguineae Cocodrilo de Nueva Guinea |
|  |                                                   |
|  | Crocodylus mindorensis Cocodrilo de Mindoro       |
|  |                                                   |

|  | Crocodylus porosus Cocodrilo marino                                                                                      |
|  | |
|  | \| \| Crocodylus siamensis Cocodrilo siamés \| \| \| \| \| \| Crocodylus palustris Cocodrilo de las marismas \| \| \| \| |
|  | |
|  | Crocodylus siamensis Cocodrilo siamés                                                                                    |
|  | |
|  | Crocodylus palustris Cocodrilo de las marismas                                                                           |
|  | |

|  | Crocodylus siamensis Cocodrilo siamés          |
|  |                                                |
|  | Crocodylus palustris Cocodrilo de las marismas |
|  |                                                |

|  | Crocodylus checchiai†   |
|  |                         |
|  | Crocodylus falconensis† |
|  |                         |

|  | Crocodylus moreletii Cocodrilo de pantano |
|  |                                           |
|  | Crocodylus rhombifer Cocodrilo cubano     |
|  |                                           |

|  | Crocodylus intermedius Cocodrilo del Orinoco |
|  |                                              |
|  | Crocodylus acutus Cocodrilo americano        |
|  |                                              |

|  | Crocodylus moreletii Cocodrilo de pantano |
|  |                                           |
|  | Crocodylus rhombifer Cocodrilo cubano     |
|  |                                           |

|  | Crocodylus intermedius Cocodrilo del Orinoco |
|  |                                              |
|  | Crocodylus acutus Cocodrilo americano        |
|  |                                              |

|  | Crocodylus moreletii Cocodrilo de pantano |
|  |                                           |
|  | Crocodylus rhombifer Cocodrilo cubano     |
|  |                                           |

|  | Crocodylus intermedius Cocodrilo del Orinoco |
|  |                                              |
|  | Crocodylus acutus Cocodrilo americano        |
|  |                                              |

|  | Crocodylus moreletii Cocodrilo de pantano |
|  |                                           |
|  | Crocodylus rhombifer Cocodrilo cubano     |
|  |                                           |

|  | Crocodylus intermedius Cocodrilo del Orinoco |
|  |                                              |
|  | Crocodylus acutus Cocodrilo americano        |
|  |                                              |

|  | Crocodylus moreletii Cocodrilo de pantano |
|  |                                           |
|  | Crocodylus rhombifer Cocodrilo cubano     |
|  |                                           |

|  | Crocodylus intermedius Cocodrilo del Orinoco |
|  |                                              |
|  | Crocodylus acutus Cocodrilo americano        |
|  |                                              |

|  | Crocodylus moreletii Cocodrilo de pantano |
|  |                                           |
|  | Crocodylus rhombifer Cocodrilo cubano     |
|  |                                           |

|  | Crocodylus intermedius Cocodrilo del Orinoco |
|  |                                              |
|  | Crocodylus acutus Cocodrilo americano        |
|  |                                              |

|  | Crocodylus moreletii Cocodrilo de pantano |
|  |                                           |
|  | Crocodylus rhombifer Cocodrilo cubano     |
|  |                                           |

|  | Crocodylus intermedius Cocodrilo del Orinoco |
|  |                                              |
|  | Crocodylus acutus Cocodrilo americano        |
|  |                                              |

|  | Crocodylus moreletii Cocodrilo de pantano |
|  |                                           |
|  | Crocodylus rhombifer Cocodrilo cubano     |
|  |                                           |

|  | Crocodylus intermedius Cocodrilo del Orinoco |
|  |                                              |
|  | Crocodylus acutus Cocodrilo americano        |
|  |                                              |

|  | Crocodylus checchiai†   |
|  |                         |
|  | Crocodylus falconensis† |
|  |                         |

|  | Crocodylus moreletii Cocodrilo de pantano |
|  |                                           |
|  | Crocodylus rhombifer Cocodrilo cubano     |
|  |                                           |

|  | Crocodylus intermedius Cocodrilo del Orinoco |
|  |                                              |
|  | Crocodylus acutus Cocodrilo americano        |
|  |                                              |

|  | Crocodylus moreletii Cocodrilo de pantano |
|  |                                           |
|  | Crocodylus rhombifer Cocodrilo cubano     |
|  |                                           |

|  | Crocodylus intermedius Cocodrilo del Orinoco |
|  |                                              |
|  | Crocodylus acutus Cocodrilo americano        |
|  |                                              |

|  | Crocodylus moreletii Cocodrilo de pantano |
|  |                                           |
|  | Crocodylus rhombifer Cocodrilo cubano     |
|  |                                           |

|  | Crocodylus intermedius Cocodrilo del Orinoco |
|  |                                              |
|  | Crocodylus acutus Cocodrilo americano        |
|  |                                              |

|  | Crocodylus moreletii Cocodrilo de pantano |
|  |                                           |
|  | Crocodylus rhombifer Cocodrilo cubano     |
|  |                                           |

|  | Crocodylus intermedius Cocodrilo del Orinoco |
|  |                                              |
|  | Crocodylus acutus Cocodrilo americano        |
|  |                                              |

|  | Crocodylus moreletii Cocodrilo de pantano |
|  |                                           |
|  | Crocodylus rhombifer Cocodrilo cubano     |
|  |                                           |

|  | Crocodylus intermedius Cocodrilo del Orinoco |
|  |                                              |
|  | Crocodylus acutus Cocodrilo americano        |
|  |                                              |

|  | Crocodylus moreletii Cocodrilo de pantano |
|  |                                           |
|  | Crocodylus rhombifer Cocodrilo cubano     |
|  |                                           |

|  | Crocodylus intermedius Cocodrilo del Orinoco |
|  |                                              |
|  | Crocodylus acutus Cocodrilo americano        |
|  |                                              |

|  | Crocodylus moreletii Cocodrilo de pantano |
|  |                                           |
|  | Crocodylus rhombifer Cocodrilo cubano     |
|  |                                           |

|  | Crocodylus intermedius Cocodrilo del Orinoco |
|  |                                              |
|  | Crocodylus acutus Cocodrilo americano        |
|  |                                              |

|  | Crocodylus moreletii Cocodrilo de pantano |
|  |                                           |
|  | Crocodylus rhombifer Cocodrilo cubano     |
|  |                                           |

|  | Crocodylus intermedius Cocodrilo del Orinoco |
|  |                                              |
|  | Crocodylus acutus Cocodrilo americano        |
|  |                                              |

|  | Crocodylus anthropophagus†  |
|  |                             |
|  | Crocodylus thorbjarnarsoni† |
|  |                             |

|  | Crocodylus palaeindicus†       |
|  |                                |
|  | Crocodylus Desierto de Tirari† |
|  |                                |

|  | Crocodylus anthropophagus†  |
|  |                             |
|  | Crocodylus thorbjarnarsoni† |
|  |                             |

|  | Crocodylus palaeindicus†       |
|  |                                |
|  | Crocodylus Desierto de Tirari† |
|  |                                |

|  | Crocodylus johnsoni Cocodrilo de Johnstone                                                                                        |
|  | |
|  | \| \| Crocodylus novaeguineae Cocodrilo de Nueva Guinea \| \| \| \| \| \| Crocodylus mindorensis Cocodrilo de Mindoro \| \| \| \| |
|  | |
|  | Crocodylus novaeguineae Cocodrilo de Nueva Guinea                                                                                 |
|  | |
|  | Crocodylus mindorensis Cocodrilo de Mindoro                                                                                       |
|  | |

|  | Crocodylus novaeguineae Cocodrilo de Nueva Guinea |
|  |                                                   |
|  | Crocodylus mindorensis Cocodrilo de Mindoro       |
|  |                                                   |

|  | Crocodylus porosus Cocodrilo marino                                                                                      |
|  | |
|  | \| \| Crocodylus siamensis Cocodrilo siamés \| \| \| \| \| \| Crocodylus palustris Cocodrilo de las marismas \| \| \| \| |
|  | |
|  | Crocodylus siamensis Cocodrilo siamés                                                                                    |
|  | |
|  | Crocodylus palustris Cocodrilo de las marismas                                                                           |
|  | |

|  | Crocodylus siamensis Cocodrilo siamés          |
|  |                                                |
|  | Crocodylus palustris Cocodrilo de las marismas |
|  |                                                |

|  | Crocodylus johnsoni Cocodrilo de Johnstone                                                                                        |
|  | |
|  | \| \| Crocodylus novaeguineae Cocodrilo de Nueva Guinea \| \| \| \| \| \| Crocodylus mindorensis Cocodrilo de Mindoro \| \| \| \| |
|  | |
|  | Crocodylus novaeguineae Cocodrilo de Nueva Guinea                                                                                 |
|  | |
|  | Crocodylus mindorensis Cocodrilo de Mindoro                                                                                       |
|  | |

|  | Crocodylus novaeguineae Cocodrilo de Nueva Guinea |
|  |                                                   |
|  | Crocodylus mindorensis Cocodrilo de Mindoro       |
|  |                                                   |

|  | Crocodylus porosus Cocodrilo marino                                                                                      |
|  | |
|  | \| \| Crocodylus siamensis Cocodrilo siamés \| \| \| \| \| \| Crocodylus palustris Cocodrilo de las marismas \| \| \| \| |
|  | |
|  | Crocodylus siamensis Cocodrilo siamés                                                                                    |
|  | |
|  | Crocodylus palustris Cocodrilo de las marismas                                                                           |
|  | |

|  | Crocodylus siamensis Cocodrilo siamés          |
|  |                                                |
|  | Crocodylus palustris Cocodrilo de las marismas |
|  |                                                |

|  | Crocodylus checchiai†   |
|  |                         |
|  | Crocodylus falconensis† |
|  |                         |

|  | Crocodylus moreletii Cocodrilo de pantano |
|  |                                           |
|  | Crocodylus rhombifer Cocodrilo cubano     |
|  |                                           |

|  | Crocodylus intermedius Cocodrilo del Orinoco |
|  |                                              |
|  | Crocodylus acutus Cocodrilo americano        |
|  |                                              |

|  | Crocodylus moreletii Cocodrilo de pantano |
|  |                                           |
|  | Crocodylus rhombifer Cocodrilo cubano     |
|  |                                           |

|  | Crocodylus intermedius Cocodrilo del Orinoco |
|  |                                              |
|  | Crocodylus acutus Cocodrilo americano        |
|  |                                              |

|  | Crocodylus moreletii Cocodrilo de pantano |
|  |                                           |
|  | Crocodylus rhombifer Cocodrilo cubano     |
|  |                                           |

|  | Crocodylus intermedius Cocodrilo del Orinoco |
|  |                                              |
|  | Crocodylus acutus Cocodrilo americano        |
|  |                                              |

|  | Crocodylus moreletii Cocodrilo de pantano |
|  |                                           |
|  | Crocodylus rhombifer Cocodrilo cubano     |
|  |                                           |

|  | Crocodylus intermedius Cocodrilo del Orinoco |
|  |                                              |
|  | Crocodylus acutus Cocodrilo americano        |
|  |                                              |

|  | Crocodylus moreletii Cocodrilo de pantano |
|  |                                           |
|  | Crocodylus rhombifer Cocodrilo cubano     |
|  |                                           |

|  | Crocodylus intermedius Cocodrilo del Orinoco |
|  |                                              |
|  | Crocodylus acutus Cocodrilo americano        |
|  |                                              |

|  | Crocodylus moreletii Cocodrilo de pantano |
|  |                                           |
|  | Crocodylus rhombifer Cocodrilo cubano     |
|  |                                           |

|  | Crocodylus intermedius Cocodrilo del Orinoco |
|  |                                              |
|  | Crocodylus acutus Cocodrilo americano        |
|  |                                              |

|  | Crocodylus moreletii Cocodrilo de pantano |
|  |                                           |
|  | Crocodylus rhombifer Cocodrilo cubano     |
|  |                                           |

|  | Crocodylus intermedius Cocodrilo del Orinoco |
|  |                                              |
|  | Crocodylus acutus Cocodrilo americano        |
|  |                                              |

|  | Crocodylus moreletii Cocodrilo de pantano |
|  |                                           |
|  | Crocodylus rhombifer Cocodrilo cubano     |
|  |                                           |

|  | Crocodylus intermedius Cocodrilo del Orinoco |
|  |                                              |
|  | Crocodylus acutus Cocodrilo americano        |
|  |                                              |

|  | Crocodylus checchiai†   |
|  |                         |
|  | Crocodylus falconensis† |
|  |                         |

|  | Crocodylus moreletii Cocodrilo de pantano |
|  |                                           |
|  | Crocodylus rhombifer Cocodrilo cubano     |
|  |                                           |

|  | Crocodylus intermedius Cocodrilo del Orinoco |
|  |                                              |
|  | Crocodylus acutus Cocodrilo americano        |
|  |                                              |

|  | Crocodylus moreletii Cocodrilo de pantano |
|  |                                           |
|  | Crocodylus rhombifer Cocodrilo cubano     |
|  |                                           |

|  | Crocodylus intermedius Cocodrilo del Orinoco |
|  |                                              |
|  | Crocodylus acutus Cocodrilo americano        |
|  |                                              |

|  | Crocodylus moreletii Cocodrilo de pantano |
|  |                                           |
|  | Crocodylus rhombifer Cocodrilo cubano     |
|  |                                           |

|  | Crocodylus intermedius Cocodrilo del Orinoco |
|  |                                              |
|  | Crocodylus acutus Cocodrilo americano        |
|  |                                              |

|  | Crocodylus moreletii Cocodrilo de pantano |
|  |                                           |
|  | Crocodylus rhombifer Cocodrilo cubano     |
|  |                                           |

|  | Crocodylus intermedius Cocodrilo del Orinoco |
|  |                                              |
|  | Crocodylus acutus Cocodrilo americano        |
|  |                                              |

|  | Crocodylus moreletii Cocodrilo de pantano |
|  |                                           |
|  | Crocodylus rhombifer Cocodrilo cubano     |
|  |                                           |

|  | Crocodylus intermedius Cocodrilo del Orinoco |
|  |                                              |
|  | Crocodylus acutus Cocodrilo americano        |
|  |                                              |

|  | Crocodylus moreletii Cocodrilo de pantano |
|  |                                           |
|  | Crocodylus rhombifer Cocodrilo cubano     |
|  |                                           |

|  | Crocodylus intermedius Cocodrilo del Orinoco |
|  |                                              |
|  | Crocodylus acutus Cocodrilo americano        |
|  |                                              |

|  | Crocodylus moreletii Cocodrilo de pantano |
|  |                                           |
|  | Crocodylus rhombifer Cocodrilo cubano     |
|  |                                           |

|  | Crocodylus intermedius Cocodrilo del Orinoco |
|  |                                              |
|  | Crocodylus acutus Cocodrilo americano        |
|  |                                              |

|  | Crocodylus moreletii Cocodrilo de pantano |
|  |                                           |
|  | Crocodylus rhombifer Cocodrilo cubano     |
|  |                                           |

|  | Crocodylus intermedius Cocodrilo del Orinoco |
|  |                                              |
|  | Crocodylus acutus Cocodrilo americano        |
|  |                                              |

|  | Crocodylus johnsoni Cocodrilo de Johnstone                                                                                        |
|  | |
|  | \| \| Crocodylus novaeguineae Cocodrilo de Nueva Guinea \| \| \| \| \| \| Crocodylus mindorensis Cocodrilo de Mindoro \| \| \| \| |
|  | |
|  | Crocodylus novaeguineae Cocodrilo de Nueva Guinea                                                                                 |
|  | |
|  | Crocodylus mindorensis Cocodrilo de Mindoro                                                                                       |
|  | |

|  | Crocodylus novaeguineae Cocodrilo de Nueva Guinea |
|  |                                                   |
|  | Crocodylus mindorensis Cocodrilo de Mindoro       |
|  |                                                   |

|  | Crocodylus porosus Cocodrilo marino                                                                                      |
|  | |
|  | \| \| Crocodylus siamensis Cocodrilo siamés \| \| \| \| \| \| Crocodylus palustris Cocodrilo de las marismas \| \| \| \| |
|  | |
|  | Crocodylus siamensis Cocodrilo siamés                                                                                    |
|  | |
|  | Crocodylus palustris Cocodrilo de las marismas                                                                           |
|  | |

|  | Crocodylus siamensis Cocodrilo siamés          |
|  |                                                |
|  | Crocodylus palustris Cocodrilo de las marismas |
|  |                                                |

|  | Crocodylus johnsoni Cocodrilo de Johnstone                                                                                        |
|  | |
|  | \| \| Crocodylus novaeguineae Cocodrilo de Nueva Guinea \| \| \| \| \| \| Crocodylus mindorensis Cocodrilo de Mindoro \| \| \| \| |
|  | |
|  | Crocodylus novaeguineae Cocodrilo de Nueva Guinea                                                                                 |
|  | |
|  | Crocodylus mindorensis Cocodrilo de Mindoro                                                                                       |
|  | |

|  | Crocodylus novaeguineae Cocodrilo de Nueva Guinea |
|  |                                                   |
|  | Crocodylus mindorensis Cocodrilo de Mindoro       |
|  |                                                   |

|  | Crocodylus porosus Cocodrilo marino                                                                                      |
|  | |
|  | \| \| Crocodylus siamensis Cocodrilo siamés \| \| \| \| \| \| Crocodylus palustris Cocodrilo de las marismas \| \| \| \| |
|  | |
|  | Crocodylus siamensis Cocodrilo siamés                                                                                    |
|  | |
|  | Crocodylus palustris Cocodrilo de las marismas                                                                           |
|  | |

|  | Crocodylus siamensis Cocodrilo siamés          |
|  |                                                |
|  | Crocodylus palustris Cocodrilo de las marismas |
|  |                                                |

|  | Crocodylus checchiai†   |
|  |                         |
|  | Crocodylus falconensis† |
|  |                         |

|  | Crocodylus moreletii Cocodrilo de pantano |
|  |                                           |
|  | Crocodylus rhombifer Cocodrilo cubano     |
|  |                                           |

|  | Crocodylus intermedius Cocodrilo del Orinoco |
|  |                                              |
|  | Crocodylus acutus Cocodrilo americano        |
|  |                                              |

|  | Crocodylus moreletii Cocodrilo de pantano |
|  |                                           |
|  | Crocodylus rhombifer Cocodrilo cubano     |
|  |                                           |

|  | Crocodylus intermedius Cocodrilo del Orinoco |
|  |                                              |
|  | Crocodylus acutus Cocodrilo americano        |
|  |                                              |

|  | Crocodylus moreletii Cocodrilo de pantano |
|  |                                           |
|  | Crocodylus rhombifer Cocodrilo cubano     |
|  |                                           |

|  | Crocodylus intermedius Cocodrilo del Orinoco |
|  |                                              |
|  | Crocodylus acutus Cocodrilo americano        |
|  |                                              |

|  | Crocodylus moreletii Cocodrilo de pantano |
|  |                                           |
|  | Crocodylus rhombifer Cocodrilo cubano     |
|  |                                           |

|  | Crocodylus intermedius Cocodrilo del Orinoco |
|  |                                              |
|  | Crocodylus acutus Cocodrilo americano        |
|  |                                              |

|  | Crocodylus moreletii Cocodrilo de pantano |
|  |                                           |
|  | Crocodylus rhombifer Cocodrilo cubano     |
|  |                                           |

|  | Crocodylus intermedius Cocodrilo del Orinoco |
|  |                                              |
|  | Crocodylus acutus Cocodrilo americano        |
|  |                                              |

|  | Crocodylus moreletii Cocodrilo de pantano |
|  |                                           |
|  | Crocodylus rhombifer Cocodrilo cubano     |
|  |                                           |

|  | Crocodylus intermedius Cocodrilo del Orinoco |
|  |                                              |
|  | Crocodylus acutus Cocodrilo americano        |
|  |                                              |

|  | Crocodylus moreletii Cocodrilo de pantano |
|  |                                           |
|  | Crocodylus rhombifer Cocodrilo cubano     |
|  |                                           |

|  | Crocodylus intermedius Cocodrilo del Orinoco |
|  |                                              |
|  | Crocodylus acutus Cocodrilo americano        |
|  |                                              |

|  | Crocodylus moreletii Cocodrilo de pantano |
|  |                                           |
|  | Crocodylus rhombifer Cocodrilo cubano     |
|  |                                           |

|  | Crocodylus intermedius Cocodrilo del Orinoco |
|  |                                              |
|  | Crocodylus acutus Cocodrilo americano        |
|  |                                              |

|  | Crocodylus checchiai†   |
|  |                         |
|  | Crocodylus falconensis† |
|  |                         |

|  | Crocodylus moreletii Cocodrilo de pantano |
|  |                                           |
|  | Crocodylus rhombifer Cocodrilo cubano     |
|  |                                           |

|  | Crocodylus intermedius Cocodrilo del Orinoco |
|  |                                              |
|  | Crocodylus acutus Cocodrilo americano        |
|  |                                              |

|  | Crocodylus moreletii Cocodrilo de pantano |
|  |                                           |
|  | Crocodylus rhombifer Cocodrilo cubano     |
|  |                                           |

|  | Crocodylus intermedius Cocodrilo del Orinoco |
|  |                                              |
|  | Crocodylus acutus Cocodrilo americano        |
|  |                                              |

|  | Crocodylus moreletii Cocodrilo de pantano |
|  |                                           |
|  | Crocodylus rhombifer Cocodrilo cubano     |
|  |                                           |

|  | Crocodylus intermedius Cocodrilo del Orinoco |
|  |                                              |
|  | Crocodylus acutus Cocodrilo americano        |
|  |                                              |

|  | Crocodylus moreletii Cocodrilo de pantano |
|  |                                           |
|  | Crocodylus rhombifer Cocodrilo cubano     |
|  |                                           |

|  | Crocodylus intermedius Cocodrilo del Orinoco |
|  |                                              |
|  | Crocodylus acutus Cocodrilo americano        |
|  |                                              |

|  | Crocodylus moreletii Cocodrilo de pantano |
|  |                                           |
|  | Crocodylus rhombifer Cocodrilo cubano     |
|  |                                           |

|  | Crocodylus intermedius Cocodrilo del Orinoco |
|  |                                              |
|  | Crocodylus acutus Cocodrilo americano        |
|  |                                              |

|  | Crocodylus moreletii Cocodrilo de pantano |
|  |                                           |
|  | Crocodylus rhombifer Cocodrilo cubano     |
|  |                                           |

|  | Crocodylus intermedius Cocodrilo del Orinoco |
|  |                                              |
|  | Crocodylus acutus Cocodrilo americano        |
|  |                                              |

|  | Crocodylus moreletii Cocodrilo de pantano |
|  |                                           |
|  | Crocodylus rhombifer Cocodrilo cubano     |
|  |                                           |

|  | Crocodylus intermedius Cocodrilo del Orinoco |
|  |                                              |
|  | Crocodylus acutus Cocodrilo americano        |
|  |                                              |

|  | Crocodylus moreletii Cocodrilo de pantano |
|  |                                           |
|  | Crocodylus rhombifer Cocodrilo cubano     |
|  |                                           |

|  | Crocodylus intermedius Cocodrilo del Orinoco |
|  |                                              |
|  | Crocodylus acutus Cocodrilo americano        |
|  |                                              |

|  | Crocodylus anthropophagus†  |
|  |                             |
|  | Crocodylus thorbjarnarsoni† |
|  |                             |

|  | Crocodylus palaeindicus†       |
|  |                                |
|  | Crocodylus Desierto de Tirari† |
|  |                                |

|  | Crocodylus anthropophagus†  |
|  |                             |
|  | Crocodylus thorbjarnarsoni† |
|  |                             |

|  | Crocodylus palaeindicus†       |
|  |                                |
|  | Crocodylus Desierto de Tirari† |
|  |                                |

|  | Crocodylus johnsoni Cocodrilo de Johnstone                                                                                        |
|  | |
|  | \| \| Crocodylus novaeguineae Cocodrilo de Nueva Guinea \| \| \| \| \| \| Crocodylus mindorensis Cocodrilo de Mindoro \| \| \| \| |
|  | |
|  | Crocodylus novaeguineae Cocodrilo de Nueva Guinea                                                                                 |
|  | |
|  | Crocodylus mindorensis Cocodrilo de Mindoro                                                                                       |
|  | |

|  | Crocodylus novaeguineae Cocodrilo de Nueva Guinea |
|  |                                                   |
|  | Crocodylus mindorensis Cocodrilo de Mindoro       |
|  |                                                   |

|  | Crocodylus porosus Cocodrilo marino                                                                                      |
|  | |
|  | \| \| Crocodylus siamensis Cocodrilo siamés \| \| \| \| \| \| Crocodylus palustris Cocodrilo de las marismas \| \| \| \| |
|  | |
|  | Crocodylus siamensis Cocodrilo siamés                                                                                    |
|  | |
|  | Crocodylus palustris Cocodrilo de las marismas                                                                           |
|  | |

|  | Crocodylus siamensis Cocodrilo siamés          |
|  |                                                |
|  | Crocodylus palustris Cocodrilo de las marismas |
|  |                                                |

|  | Crocodylus johnsoni Cocodrilo de Johnstone                                                                                        |
|  | |
|  | \| \| Crocodylus novaeguineae Cocodrilo de Nueva Guinea \| \| \| \| \| \| Crocodylus mindorensis Cocodrilo de Mindoro \| \| \| \| |
|  | |
|  | Crocodylus novaeguineae Cocodrilo de Nueva Guinea                                                                                 |
|  | |
|  | Crocodylus mindorensis Cocodrilo de Mindoro                                                                                       |
|  | |

|  | Crocodylus novaeguineae Cocodrilo de Nueva Guinea |
|  |                                                   |
|  | Crocodylus mindorensis Cocodrilo de Mindoro       |
|  |                                                   |

|  | Crocodylus porosus Cocodrilo marino                                                                                      |
|  | |
|  | \| \| Crocodylus siamensis Cocodrilo siamés \| \| \| \| \| \| Crocodylus palustris Cocodrilo de las marismas \| \| \| \| |
|  | |
|  | Crocodylus siamensis Cocodrilo siamés                                                                                    |
|  | |
|  | Crocodylus palustris Cocodrilo de las marismas                                                                           |
|  | |

|  | Crocodylus siamensis Cocodrilo siamés          |
|  |                                                |
|  | Crocodylus palustris Cocodrilo de las marismas |
|  |                                                |

|  | Crocodylus checchiai†   |
|  |                         |
|  | Crocodylus falconensis† |
|  |                         |

|  | Crocodylus moreletii Cocodrilo de pantano |
|  |                                           |
|  | Crocodylus rhombifer Cocodrilo cubano     |
|  |                                           |

|  | Crocodylus intermedius Cocodrilo del Orinoco |
|  |                                              |
|  | Crocodylus acutus Cocodrilo americano        |
|  |                                              |

|  | Crocodylus moreletii Cocodrilo de pantano |
|  |                                           |
|  | Crocodylus rhombifer Cocodrilo cubano     |
|  |                                           |

|  | Crocodylus intermedius Cocodrilo del Orinoco |
|  |                                              |
|  | Crocodylus acutus Cocodrilo americano        |
|  |                                              |

|  | Crocodylus moreletii Cocodrilo de pantano |
|  |                                           |
|  | Crocodylus rhombifer Cocodrilo cubano     |
|  |                                           |

|  | Crocodylus intermedius Cocodrilo del Orinoco |
|  |                                              |
|  | Crocodylus acutus Cocodrilo americano        |
|  |                                              |

|  | Crocodylus moreletii Cocodrilo de pantano |
|  |                                           |
|  | Crocodylus rhombifer Cocodrilo cubano     |
|  |                                           |

|  | Crocodylus intermedius Cocodrilo del Orinoco |
|  |                                              |
|  | Crocodylus acutus Cocodrilo americano        |
|  |                                              |

|  | Crocodylus moreletii Cocodrilo de pantano |
|  |                                           |
|  | Crocodylus rhombifer Cocodrilo cubano     |
|  |                                           |

|  | Crocodylus intermedius Cocodrilo del Orinoco |
|  |                                              |
|  | Crocodylus acutus Cocodrilo americano        |
|  |                                              |

|  | Crocodylus moreletii Cocodrilo de pantano |
|  |                                           |
|  | Crocodylus rhombifer Cocodrilo cubano     |
|  |                                           |

|  | Crocodylus intermedius Cocodrilo del Orinoco |
|  |                                              |
|  | Crocodylus acutus Cocodrilo americano        |
|  |                                              |

|  | Crocodylus moreletii Cocodrilo de pantano |
|  |                                           |
|  | Crocodylus rhombifer Cocodrilo cubano     |
|  |                                           |

|  | Crocodylus intermedius Cocodrilo del Orinoco |
|  |                                              |
|  | Crocodylus acutus Cocodrilo americano        |
|  |                                              |

|  | Crocodylus moreletii Cocodrilo de pantano |
|  |                                           |
|  | Crocodylus rhombifer Cocodrilo cubano     |
|  |                                           |

|  | Crocodylus intermedius Cocodrilo del Orinoco |
|  |                                              |
|  | Crocodylus acutus Cocodrilo americano        |
|  |                                              |

|  | Crocodylus checchiai†   |
|  |                         |
|  | Crocodylus falconensis† |
|  |                         |

|  | Crocodylus moreletii Cocodrilo de pantano |
|  |                                           |
|  | Crocodylus rhombifer Cocodrilo cubano     |
|  |                                           |

|  | Crocodylus intermedius Cocodrilo del Orinoco |
|  |                                              |
|  | Crocodylus acutus Cocodrilo americano        |
|  |                                              |

|  | Crocodylus moreletii Cocodrilo de pantano |
|  |                                           |
|  | Crocodylus rhombifer Cocodrilo cubano     |
|  |                                           |

|  | Crocodylus intermedius Cocodrilo del Orinoco |
|  |                                              |
|  | Crocodylus acutus Cocodrilo americano        |
|  |                                              |

|  | Crocodylus moreletii Cocodrilo de pantano |
|  |                                           |
|  | Crocodylus rhombifer Cocodrilo cubano     |
|  |                                           |

|  | Crocodylus intermedius Cocodrilo del Orinoco |
|  |                                              |
|  | Crocodylus acutus Cocodrilo americano        |
|  |                                              |

|  | Crocodylus moreletii Cocodrilo de pantano |
|  |                                           |
|  | Crocodylus rhombifer Cocodrilo cubano     |
|  |                                           |

|  | Crocodylus intermedius Cocodrilo del Orinoco |
|  |                                              |
|  | Crocodylus acutus Cocodrilo americano        |
|  |                                              |

|  | Crocodylus moreletii Cocodrilo de pantano |
|  |                                           |
|  | Crocodylus rhombifer Cocodrilo cubano     |
|  |                                           |

|  | Crocodylus intermedius Cocodrilo del Orinoco |
|  |                                              |
|  | Crocodylus acutus Cocodrilo americano        |
|  |                                              |

|  | Crocodylus moreletii Cocodrilo de pantano |
|  |                                           |
|  | Crocodylus rhombifer Cocodrilo cubano     |
|  |                                           |

|  | Crocodylus intermedius Cocodrilo del Orinoco |
|  |                                              |
|  | Crocodylus acutus Cocodrilo americano        |
|  |                                              |

|  | Crocodylus moreletii Cocodrilo de pantano |
|  |                                           |
|  | Crocodylus rhombifer Cocodrilo cubano     |
|  |                                           |

|  | Crocodylus intermedius Cocodrilo del Orinoco |
|  |                                              |
|  | Crocodylus acutus Cocodrilo americano        |
|  |                                              |

|  | Crocodylus moreletii Cocodrilo de pantano |
|  |                                           |
|  | Crocodylus rhombifer Cocodrilo cubano     |
|  |                                           |

|  | Crocodylus intermedius Cocodrilo del Orinoco |
|  |                                              |
|  | Crocodylus acutus Cocodrilo americano        |
|  |                                              |

|  | Crocodylus johnsoni Cocodrilo de Johnstone                                                                                        |
|  | |
|  | \| \| Crocodylus novaeguineae Cocodrilo de Nueva Guinea \| \| \| \| \| \| Crocodylus mindorensis Cocodrilo de Mindoro \| \| \| \| |
|  | |
|  | Crocodylus novaeguineae Cocodrilo de Nueva Guinea                                                                                 |
|  | |
|  | Crocodylus mindorensis Cocodrilo de Mindoro                                                                                       |
|  | |

|  | Crocodylus novaeguineae Cocodrilo de Nueva Guinea |
|  |                                                   |
|  | Crocodylus mindorensis Cocodrilo de Mindoro       |
|  |                                                   |

|  | Crocodylus porosus Cocodrilo marino                                                                                      |
|  | |
|  | \| \| Crocodylus siamensis Cocodrilo siamés \| \| \| \| \| \| Crocodylus palustris Cocodrilo de las marismas \| \| \| \| |
|  | |
|  | Crocodylus siamensis Cocodrilo siamés                                                                                    |
|  | |
|  | Crocodylus palustris Cocodrilo de las marismas                                                                           |
|  | |

|  | Crocodylus siamensis Cocodrilo siamés          |
|  |                                                |
|  | Crocodylus palustris Cocodrilo de las marismas |
|  |                                                |

|  | Crocodylus johnsoni Cocodrilo de Johnstone                                                                                        |
|  | |
|  | \| \| Crocodylus novaeguineae Cocodrilo de Nueva Guinea \| \| \| \| \| \| Crocodylus mindorensis Cocodrilo de Mindoro \| \| \| \| |
|  | |
|  | Crocodylus novaeguineae Cocodrilo de Nueva Guinea                                                                                 |
|  | |
|  | Crocodylus mindorensis Cocodrilo de Mindoro                                                                                       |
|  | |

|  | Crocodylus novaeguineae Cocodrilo de Nueva Guinea |
|  |                                                   |
|  | Crocodylus mindorensis Cocodrilo de Mindoro       |
|  |                                                   |

|  | Crocodylus porosus Cocodrilo marino                                                                                      |
|  | |
|  | \| \| Crocodylus siamensis Cocodrilo siamés \| \| \| \| \| \| Crocodylus palustris Cocodrilo de las marismas \| \| \| \| |
|  | |
|  | Crocodylus siamensis Cocodrilo siamés                                                                                    |
|  | |
|  | Crocodylus palustris Cocodrilo de las marismas                                                                           |
|  | |

|  | Crocodylus siamensis Cocodrilo siamés          |
|  |                                                |
|  | Crocodylus palustris Cocodrilo de las marismas |
|  |                                                |

|  | Crocodylus checchiai†   |
|  |                         |
|  | Crocodylus falconensis† |
|  |                         |

|  | Crocodylus moreletii Cocodrilo de pantano |
|  |                                           |
|  | Crocodylus rhombifer Cocodrilo cubano     |
|  |                                           |

|  | Crocodylus intermedius Cocodrilo del Orinoco |
|  |                                              |
|  | Crocodylus acutus Cocodrilo americano        |
|  |                                              |

|  | Crocodylus moreletii Cocodrilo de pantano |
|  |                                           |
|  | Crocodylus rhombifer Cocodrilo cubano     |
|  |                                           |

|  | Crocodylus intermedius Cocodrilo del Orinoco |
|  |                                              |
|  | Crocodylus acutus Cocodrilo americano        |
|  |                                              |

|  | Crocodylus moreletii Cocodrilo de pantano |
|  |                                           |
|  | Crocodylus rhombifer Cocodrilo cubano     |
|  |                                           |

|  | Crocodylus intermedius Cocodrilo del Orinoco |
|  |                                              |
|  | Crocodylus acutus Cocodrilo americano        |
|  |                                              |

|  | Crocodylus moreletii Cocodrilo de pantano |
|  |                                           |
|  | Crocodylus rhombifer Cocodrilo cubano     |
|  |                                           |

|  | Crocodylus intermedius Cocodrilo del Orinoco |
|  |                                              |
|  | Crocodylus acutus Cocodrilo americano        |
|  |                                              |

|  | Crocodylus moreletii Cocodrilo de pantano |
|  |                                           |
|  | Crocodylus rhombifer Cocodrilo cubano     |
|  |                                           |

|  | Crocodylus intermedius Cocodrilo del Orinoco |
|  |                                              |
|  | Crocodylus acutus Cocodrilo americano        |
|  |                                              |

|  | Crocodylus moreletii Cocodrilo de pantano |
|  |                                           |
|  | Crocodylus rhombifer Cocodrilo cubano     |
|  |                                           |

|  | Crocodylus intermedius Cocodrilo del Orinoco |
|  |                                              |
|  | Crocodylus acutus Cocodrilo americano        |
|  |                                              |

|  | Crocodylus moreletii Cocodrilo de pantano |
|  |                                           |
|  | Crocodylus rhombifer Cocodrilo cubano     |
|  |                                           |

|  | Crocodylus intermedius Cocodrilo del Orinoco |
|  |                                              |
|  | Crocodylus acutus Cocodrilo americano        |
|  |                                              |

|  | Crocodylus moreletii Cocodrilo de pantano |
|  |                                           |
|  | Crocodylus rhombifer Cocodrilo cubano     |
|  |                                           |

|  | Crocodylus intermedius Cocodrilo del Orinoco |
|  |                                              |
|  | Crocodylus acutus Cocodrilo americano        |
|  |                                              |

|  | Crocodylus checchiai†   |
|  |                         |
|  | Crocodylus falconensis† |
|  |                         |

|  | Crocodylus moreletii Cocodrilo de pantano |
|  |                                           |
|  | Crocodylus rhombifer Cocodrilo cubano     |
|  |                                           |

|  | Crocodylus intermedius Cocodrilo del Orinoco |
|  |                                              |
|  | Crocodylus acutus Cocodrilo americano        |
|  |                                              |

|  | Crocodylus moreletii Cocodrilo de pantano |
|  |                                           |
|  | Crocodylus rhombifer Cocodrilo cubano     |
|  |                                           |

|  | Crocodylus intermedius Cocodrilo del Orinoco |
|  |                                              |
|  | Crocodylus acutus Cocodrilo americano        |
|  |                                              |

|  | Crocodylus moreletii Cocodrilo de pantano |
|  |                                           |
|  | Crocodylus rhombifer Cocodrilo cubano     |
|  |                                           |

|  | Crocodylus intermedius Cocodrilo del Orinoco |
|  |                                              |
|  | Crocodylus acutus Cocodrilo americano        |
|  |                                              |

|  | Crocodylus moreletii Cocodrilo de pantano |
|  |                                           |
|  | Crocodylus rhombifer Cocodrilo cubano     |
|  |                                           |

|  | Crocodylus intermedius Cocodrilo del Orinoco |
|  |                                              |
|  | Crocodylus acutus Cocodrilo americano        |
|  |                                              |

|  | Crocodylus moreletii Cocodrilo de pantano |
|  |                                           |
|  | Crocodylus rhombifer Cocodrilo cubano     |
|  |                                           |

|  | Crocodylus intermedius Cocodrilo del Orinoco |
|  |                                              |
|  | Crocodylus acutus Cocodrilo americano        |
|  |                                              |

|  | Crocodylus moreletii Cocodrilo de pantano |
|  |                                           |
|  | Crocodylus rhombifer Cocodrilo cubano     |
|  |                                           |

|  | Crocodylus intermedius Cocodrilo del Orinoco |
|  |                                              |
|  | Crocodylus acutus Cocodrilo americano        |
|  |                                              |

|  | Crocodylus moreletii Cocodrilo de pantano |
|  |                                           |
|  | Crocodylus rhombifer Cocodrilo cubano     |
|  |                                           |

|  | Crocodylus intermedius Cocodrilo del Orinoco |
|  |                                              |
|  | Crocodylus acutus Cocodrilo americano        |
|  |                                              |

|  | Crocodylus moreletii Cocodrilo de pantano |
|  |                                           |
|  | Crocodylus rhombifer Cocodrilo cubano     |
|  |                                           |

|  | Crocodylus intermedius Cocodrilo del Orinoco |
|  |                                              |
|  | Crocodylus acutus Cocodrilo americano        |
|  |                                              |

|  | Crocodylus anthropophagus†  |
|  |                             |
|  | Crocodylus thorbjarnarsoni† |
|  |                             |

|  | Crocodylus palaeindicus†       |
|  |                                |
|  | Crocodylus Desierto de Tirari† |
|  |                                |

|  | Crocodylus anthropophagus†  |
|  |                             |
|  | Crocodylus thorbjarnarsoni† |
|  |                             |

|  | Crocodylus palaeindicus†       |
|  |                                |
|  | Crocodylus Desierto de Tirari† |
|  |                                |

|  | Crocodylus johnsoni Cocodrilo de Johnstone                                                                                        |
|  | |
|  | \| \| Crocodylus novaeguineae Cocodrilo de Nueva Guinea \| \| \| \| \| \| Crocodylus mindorensis Cocodrilo de Mindoro \| \| \| \| |
|  | |
|  | Crocodylus novaeguineae Cocodrilo de Nueva Guinea                                                                                 |
|  | |
|  | Crocodylus mindorensis Cocodrilo de Mindoro                                                                                       |
|  | |

|  | Crocodylus novaeguineae Cocodrilo de Nueva Guinea |
|  |                                                   |
|  | Crocodylus mindorensis Cocodrilo de Mindoro       |
|  |                                                   |

|  | Crocodylus porosus Cocodrilo marino                                                                                      |
|  | |
|  | \| \| Crocodylus siamensis Cocodrilo siamés \| \| \| \| \| \| Crocodylus palustris Cocodrilo de las marismas \| \| \| \| |
|  | |
|  | Crocodylus siamensis Cocodrilo siamés                                                                                    |
|  | |
|  | Crocodylus palustris Cocodrilo de las marismas                                                                           |
|  | |

|  | Crocodylus siamensis Cocodrilo siamés          |
|  |                                                |
|  | Crocodylus palustris Cocodrilo de las marismas |
|  |                                                |

|  | Crocodylus johnsoni Cocodrilo de Johnstone                                                                                        |
|  | |
|  | \| \| Crocodylus novaeguineae Cocodrilo de Nueva Guinea \| \| \| \| \| \| Crocodylus mindorensis Cocodrilo de Mindoro \| \| \| \| |
|  | |
|  | Crocodylus novaeguineae Cocodrilo de Nueva Guinea                                                                                 |
|  | |
|  | Crocodylus mindorensis Cocodrilo de Mindoro                                                                                       |
|  | |

|  | Crocodylus novaeguineae Cocodrilo de Nueva Guinea |
|  |                                                   |
|  | Crocodylus mindorensis Cocodrilo de Mindoro       |
|  |                                                   |

|  | Crocodylus porosus Cocodrilo marino                                                                                      |
|  | |
|  | \| \| Crocodylus siamensis Cocodrilo siamés \| \| \| \| \| \| Crocodylus palustris Cocodrilo de las marismas \| \| \| \| |
|  | |
|  | Crocodylus siamensis Cocodrilo siamés                                                                                    |
|  | |
|  | Crocodylus palustris Cocodrilo de las marismas                                                                           |
|  | |

|  | Crocodylus siamensis Cocodrilo siamés          |
|  |                                                |
|  | Crocodylus palustris Cocodrilo de las marismas |
|  |                                                |

|  | Crocodylus checchiai†   |
|  |                         |
|  | Crocodylus falconensis† |
|  |                         |

|  | Crocodylus moreletii Cocodrilo de pantano |
|  |                                           |
|  | Crocodylus rhombifer Cocodrilo cubano     |
|  |                                           |

|  | Crocodylus intermedius Cocodrilo del Orinoco |
|  |                                              |
|  | Crocodylus acutus Cocodrilo americano        |
|  |                                              |

|  | Crocodylus moreletii Cocodrilo de pantano |
|  |                                           |
|  | Crocodylus rhombifer Cocodrilo cubano     |
|  |                                           |

|  | Crocodylus intermedius Cocodrilo del Orinoco |
|  |                                              |
|  | Crocodylus acutus Cocodrilo americano        |
|  |                                              |

|  | Crocodylus moreletii Cocodrilo de pantano |
|  |                                           |
|  | Crocodylus rhombifer Cocodrilo cubano     |
|  |                                           |

|  | Crocodylus intermedius Cocodrilo del Orinoco |
|  |                                              |
|  | Crocodylus acutus Cocodrilo americano        |
|  |                                              |

|  | Crocodylus moreletii Cocodrilo de pantano |
|  |                                           |
|  | Crocodylus rhombifer Cocodrilo cubano     |
|  |                                           |

|  | Crocodylus intermedius Cocodrilo del Orinoco |
|  |                                              |
|  | Crocodylus acutus Cocodrilo americano        |
|  |                                              |

|  | Crocodylus moreletii Cocodrilo de pantano |
|  |                                           |
|  | Crocodylus rhombifer Cocodrilo cubano     |
|  |                                           |

|  | Crocodylus intermedius Cocodrilo del Orinoco |
|  |                                              |
|  | Crocodylus acutus Cocodrilo americano        |
|  |                                              |

|  | Crocodylus moreletii Cocodrilo de pantano |
|  |                                           |
|  | Crocodylus rhombifer Cocodrilo cubano     |
|  |                                           |

|  | Crocodylus intermedius Cocodrilo del Orinoco |
|  |                                              |
|  | Crocodylus acutus Cocodrilo americano        |
|  |                                              |

|  | Crocodylus moreletii Cocodrilo de pantano |
|  |                                           |
|  | Crocodylus rhombifer Cocodrilo cubano     |
|  |                                           |

|  | Crocodylus intermedius Cocodrilo del Orinoco |
|  |                                              |
|  | Crocodylus acutus Cocodrilo americano        |
|  |                                              |

|  | Crocodylus moreletii Cocodrilo de pantano |
|  |                                           |
|  | Crocodylus rhombifer Cocodrilo cubano     |
|  |                                           |

|  | Crocodylus intermedius Cocodrilo del Orinoco |
|  |                                              |
|  | Crocodylus acutus Cocodrilo americano        |
|  |                                              |

|  | Crocodylus checchiai†   |
|  |                         |
|  | Crocodylus falconensis† |
|  |                         |

|  | Crocodylus moreletii Cocodrilo de pantano |
|  |                                           |
|  | Crocodylus rhombifer Cocodrilo cubano     |
|  |                                           |

|  | Crocodylus intermedius Cocodrilo del Orinoco |
|  |                                              |
|  | Crocodylus acutus Cocodrilo americano        |
|  |                                              |

|  | Crocodylus moreletii Cocodrilo de pantano |
|  |                                           |
|  | Crocodylus rhombifer Cocodrilo cubano     |
|  |                                           |

|  | Crocodylus intermedius Cocodrilo del Orinoco |
|  |                                              |
|  | Crocodylus acutus Cocodrilo americano        |
|  |                                              |

|  | Crocodylus moreletii Cocodrilo de pantano |
|  |                                           |
|  | Crocodylus rhombifer Cocodrilo cubano     |
|  |                                           |

|  | Crocodylus intermedius Cocodrilo del Orinoco |
|  |                                              |
|  | Crocodylus acutus Cocodrilo americano        |
|  |                                              |

|  | Crocodylus moreletii Cocodrilo de pantano |
|  |                                           |
|  | Crocodylus rhombifer Cocodrilo cubano     |
|  |                                           |

|  | Crocodylus intermedius Cocodrilo del Orinoco |
|  |                                              |
|  | Crocodylus acutus Cocodrilo americano        |
|  |                                              |

|  | Crocodylus moreletii Cocodrilo de pantano |
|  |                                           |
|  | Crocodylus rhombifer Cocodrilo cubano     |
|  |                                           |

|  | Crocodylus intermedius Cocodrilo del Orinoco |
|  |                                              |
|  | Crocodylus acutus Cocodrilo americano        |
|  |                                              |

|  | Crocodylus moreletii Cocodrilo de pantano |
|  |                                           |
|  | Crocodylus rhombifer Cocodrilo cubano     |
|  |                                           |

|  | Crocodylus intermedius Cocodrilo del Orinoco |
|  |                                              |
|  | Crocodylus acutus Cocodrilo americano        |
|  |                                              |

|  | Crocodylus moreletii Cocodrilo de pantano |
|  |                                           |
|  | Crocodylus rhombifer Cocodrilo cubano     |
|  |                                           |

|  | Crocodylus intermedius Cocodrilo del Orinoco |
|  |                                              |
|  | Crocodylus acutus Cocodrilo americano        |
|  |                                              |

|  | Crocodylus moreletii Cocodrilo de pantano |
|  |                                           |
|  | Crocodylus rhombifer Cocodrilo cubano     |
|  |                                           |

|  | Crocodylus intermedius Cocodrilo del Orinoco |
|  |                                              |
|  | Crocodylus acutus Cocodrilo americano        |
|  |                                              |

|  | Crocodylus johnsoni Cocodrilo de Johnstone                                                                                        |
|  | |
|  | \| \| Crocodylus novaeguineae Cocodrilo de Nueva Guinea \| \| \| \| \| \| Crocodylus mindorensis Cocodrilo de Mindoro \| \| \| \| |
|  | |
|  | Crocodylus novaeguineae Cocodrilo de Nueva Guinea                                                                                 |
|  | |
|  | Crocodylus mindorensis Cocodrilo de Mindoro                                                                                       |
|  | |

|  | Crocodylus novaeguineae Cocodrilo de Nueva Guinea |
|  |                                                   |
|  | Crocodylus mindorensis Cocodrilo de Mindoro       |
|  |                                                   |

|  | Crocodylus porosus Cocodrilo marino                                                                                      |
|  | |
|  | \| \| Crocodylus siamensis Cocodrilo siamés \| \| \| \| \| \| Crocodylus palustris Cocodrilo de las marismas \| \| \| \| |
|  | |
|  | Crocodylus siamensis Cocodrilo siamés                                                                                    |
|  | |
|  | Crocodylus palustris Cocodrilo de las marismas                                                                           |
|  | |

|  | Crocodylus siamensis Cocodrilo siamés          |
|  |                                                |
|  | Crocodylus palustris Cocodrilo de las marismas |
|  |                                                |

|  | Crocodylus johnsoni Cocodrilo de Johnstone                                                                                        |
|  | |
|  | \| \| Crocodylus novaeguineae Cocodrilo de Nueva Guinea \| \| \| \| \| \| Crocodylus mindorensis Cocodrilo de Mindoro \| \| \| \| |
|  | |
|  | Crocodylus novaeguineae Cocodrilo de Nueva Guinea                                                                                 |
|  | |
|  | Crocodylus mindorensis Cocodrilo de Mindoro                                                                                       |
|  | |

|  | Crocodylus novaeguineae Cocodrilo de Nueva Guinea |
|  |                                                   |
|  | Crocodylus mindorensis Cocodrilo de Mindoro       |
|  |                                                   |

|  | Crocodylus porosus Cocodrilo marino                                                                                      |
|  | |
|  | \| \| Crocodylus siamensis Cocodrilo siamés \| \| \| \| \| \| Crocodylus palustris Cocodrilo de las marismas \| \| \| \| |
|  | |
|  | Crocodylus siamensis Cocodrilo siamés                                                                                    |
|  | |
|  | Crocodylus palustris Cocodrilo de las marismas                                                                           |
|  | |

|  | Crocodylus siamensis Cocodrilo siamés          |
|  |                                                |
|  | Crocodylus palustris Cocodrilo de las marismas |
|  |                                                |

|  | Crocodylus checchiai†   |
|  |                         |
|  | Crocodylus falconensis† |
|  |                         |

|  | Crocodylus moreletii Cocodrilo de pantano |
|  |                                           |
|  | Crocodylus rhombifer Cocodrilo cubano     |
|  |                                           |

|  | Crocodylus intermedius Cocodrilo del Orinoco |
|  |                                              |
|  | Crocodylus acutus Cocodrilo americano        |
|  |                                              |

|  | Crocodylus moreletii Cocodrilo de pantano |
|  |                                           |
|  | Crocodylus rhombifer Cocodrilo cubano     |
|  |                                           |

|  | Crocodylus intermedius Cocodrilo del Orinoco |
|  |                                              |
|  | Crocodylus acutus Cocodrilo americano        |
|  |                                              |

|  | Crocodylus moreletii Cocodrilo de pantano |
|  |                                           |
|  | Crocodylus rhombifer Cocodrilo cubano     |
|  |                                           |

|  | Crocodylus intermedius Cocodrilo del Orinoco |
|  |                                              |
|  | Crocodylus acutus Cocodrilo americano        |
|  |                                              |

|  | Crocodylus moreletii Cocodrilo de pantano |
|  |                                           |
|  | Crocodylus rhombifer Cocodrilo cubano     |
|  |                                           |

|  | Crocodylus intermedius Cocodrilo del Orinoco |
|  |                                              |
|  | Crocodylus acutus Cocodrilo americano        |
|  |                                              |

|  | Crocodylus moreletii Cocodrilo de pantano |
|  |                                           |
|  | Crocodylus rhombifer Cocodrilo cubano     |
|  |                                           |

|  | Crocodylus intermedius Cocodrilo del Orinoco |
|  |                                              |
|  | Crocodylus acutus Cocodrilo americano        |
|  |                                              |

|  | Crocodylus moreletii Cocodrilo de pantano |
|  |                                           |
|  | Crocodylus rhombifer Cocodrilo cubano     |
|  |                                           |

|  | Crocodylus intermedius Cocodrilo del Orinoco |
|  |                                              |
|  | Crocodylus acutus Cocodrilo americano        |
|  |                                              |

|  | Crocodylus moreletii Cocodrilo de pantano |
|  |                                           |
|  | Crocodylus rhombifer Cocodrilo cubano     |
|  |                                           |

|  | Crocodylus intermedius Cocodrilo del Orinoco |
|  |                                              |
|  | Crocodylus acutus Cocodrilo americano        |
|  |                                              |

|  | Crocodylus moreletii Cocodrilo de pantano |
|  |                                           |
|  | Crocodylus rhombifer Cocodrilo cubano     |
|  |                                           |

|  | Crocodylus intermedius Cocodrilo del Orinoco |
|  |                                              |
|  | Crocodylus acutus Cocodrilo americano        |
|  |                                              |

|  | Crocodylus checchiai†   |
|  |                         |
|  | Crocodylus falconensis† |
|  |                         |

|  | Crocodylus moreletii Cocodrilo de pantano |
|  |                                           |
|  | Crocodylus rhombifer Cocodrilo cubano     |
|  |                                           |

|  | Crocodylus intermedius Cocodrilo del Orinoco |
|  |                                              |
|  | Crocodylus acutus Cocodrilo americano        |
|  |                                              |

|  | Crocodylus moreletii Cocodrilo de pantano |
|  |                                           |
|  | Crocodylus rhombifer Cocodrilo cubano     |
|  |                                           |

|  | Crocodylus intermedius Cocodrilo del Orinoco |
|  |                                              |
|  | Crocodylus acutus Cocodrilo americano        |
|  |                                              |

|  | Crocodylus moreletii Cocodrilo de pantano |
|  |                                           |
|  | Crocodylus rhombifer Cocodrilo cubano     |
|  |                                           |

|  | Crocodylus intermedius Cocodrilo del Orinoco |
|  |                                              |
|  | Crocodylus acutus Cocodrilo americano        |
|  |                                              |

|  | Crocodylus moreletii Cocodrilo de pantano |
|  |                                           |
|  | Crocodylus rhombifer Cocodrilo cubano     |
|  |                                           |

|  | Crocodylus intermedius Cocodrilo del Orinoco |
|  |                                              |
|  | Crocodylus acutus Cocodrilo americano        |
|  |                                              |

|  | Crocodylus moreletii Cocodrilo de pantano |
|  |                                           |
|  | Crocodylus rhombifer Cocodrilo cubano     |
|  |                                           |

|  | Crocodylus intermedius Cocodrilo del Orinoco |
|  |                                              |
|  | Crocodylus acutus Cocodrilo americano        |
|  |                                              |

|  | Crocodylus moreletii Cocodrilo de pantano |
|  |                                           |
|  | Crocodylus rhombifer Cocodrilo cubano     |
|  |                                           |

|  | Crocodylus intermedius Cocodrilo del Orinoco |
|  |                                              |
|  | Crocodylus acutus Cocodrilo americano        |
|  |                                              |

|  | Crocodylus moreletii Cocodrilo de pantano |
|  |                                           |
|  | Crocodylus rhombifer Cocodrilo cubano     |
|  |                                           |

|  | Crocodylus intermedius Cocodrilo del Orinoco |
|  |                                              |
|  | Crocodylus acutus Cocodrilo americano        |
|  |                                              |

|  | Crocodylus moreletii Cocodrilo de pantano |
|  |                                           |
|  | Crocodylus rhombifer Cocodrilo cubano     |
|  |                                           |

|  | Crocodylus intermedius Cocodrilo del Orinoco |
|  |                                              |
|  | Crocodylus acutus Cocodrilo americano        |
|  |                                              |

## Descripción

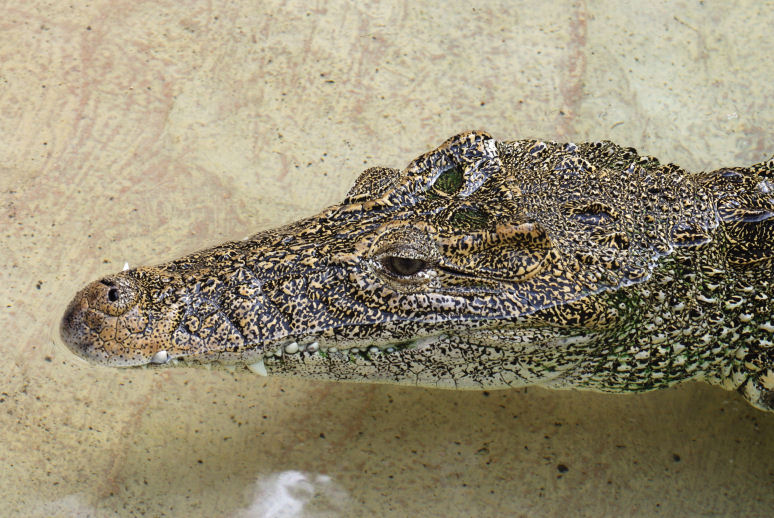
Ejemplar de en el Zoo de Miami

El cocodrilo cubano muestra también una serie de adaptaciones que lo hacen más terrestre e inteligente que la mayoría de los cocodrilos, relacionado probablemente con la ausencia original de mamíferos carnívoros en Cuba, a los que suplantó, convirtiéndose en el principal depredador nativo de las aves y pequeños mamíferos de la isla, aunque también consume regularmente peces y otros animales acuáticos. Las patas son más largas de lo habitual en otros cocodrilos, el hocico es más corto y ancho, y las escamas más amplias y de colores (amarillo y negro) más brillantes. Se dice que es una de las especies de cocodrilo más peligrosas. Un adulto típico mide unos 2.1–2.3 m de longitud y pesa sobre 70–80 kg). Los machos grandes pueden alcanzar hasta los 3.5 m y pesar 215 kg o más.

## Biología y comportamiento

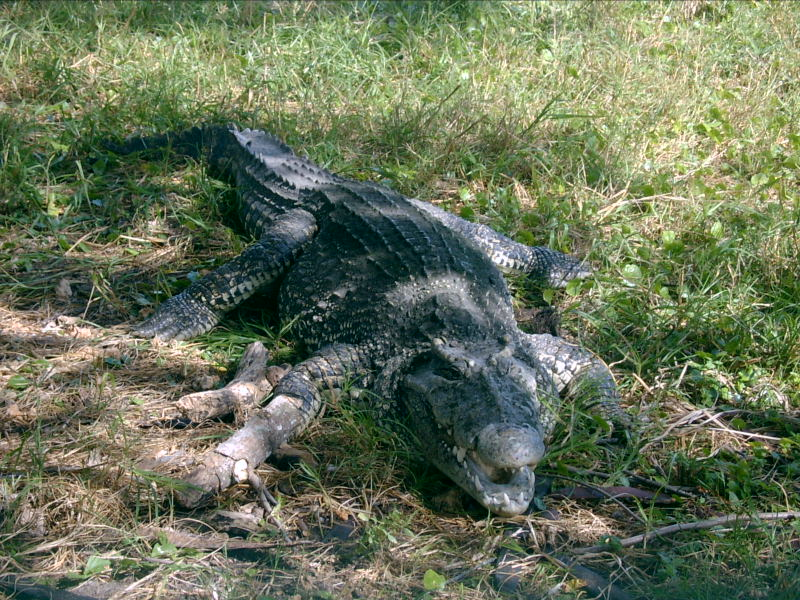
Cocodrilo cubano en Ciénaga de Zapata, Cuba.

Esta especie se ha observado exhibiendo un comportamiento particular. Una colonia de la especie en Gatorland, Florida, emplea lo que se ha sospechado ser caza en manada, posiblemente explicando la predación de megafauna prehistórica que coexistió con la especie, como los perezosos gigantes. Este comportamiento ha traído interés a la especie, a menudo cuidada individualmente (sobre todo tras tales informes), demostrando comportamientos más inteligentes. Esta especie es a además la más terrestre de los cocodrilos, con ejemplares que se han observado galopando.

### Caza y dieta
Peces pequeños, artrópodos, y crustáceos componen la dieta de un cocodrilo cubano juvenil. Adultos de la especie se alimentan mayoritariamente de mamíferos pequeños, peces y tortugas. Poseen dientes posteriores desafilados, que ayudan a la hora de aplastar caparazones de tortugas. El cocodrilo cubano también muestra las estrategias de alimentación de saltovistas en otros cocodrilos, como el aligátor americano. Propulsándose con sus poderosas colas, pueden saltar del agua y atrapar pequeños animales en ramas colgantes. El cocodrilo cubano, pese a no ser una especie particularmente grande, es considerado el cocodrilo más agresivo de América y su comportamiento es dominante sobre el más grande cocodrilo americano con el que convive.
Los datos respecto a ataques a humanos son limitados, pero tales ocurrencias son probablemente raras debido a la limitada distribución de la especie y su separación respecto a poblaciones humanas. Pese a su reportada  agresividad, se conoce solo un ataque letal por la especie: un hombre mayor atacado en 1995 mientras participaba en pesca submarina en la ciénaga de Zapata. Especímenes cautivos muestran agresión hacia sus cuidadores, comportamiento observado en Gatorland.

## Distribución
Aunque en determinados momentos el cocodrilo cubano pobló varias islas del mar Caribe e incluso parte del litoral de Florida (se han hallado fósiles de esta especie en las islas Caimán y las Bahamas.), hoy en día su distribución se restringe al sureste de Cuba, en la Ciénaga de Zapata, la Isla de la Juventud y la colonia de Gatorland, en Florida. La mayoría de los casos se trata de animales en cautividad (introducidos artificialmente en los dos últimos lugares), pues la población original de ciénaga de Zapata fue capturada y criada a partir de los años 60 para evitar su extinción. La población silvestre se calcula en unos 3000 a 6000 ejemplares. Los cocodrilos cubanos se han reproducido bien, pero esto les ha reportado otra amenaza, la hibridación con el cocodrilo americano (Crocodylus acutus) que también vive en Cuba y fue capturado y criado en los mismos lugares sin distinción.

## Conservación
El cocodrilo cubano se encuentra en peligro crítico, listado en el apéndice 1 de CITES. Su hábitat y distribución son limitados causando tal vulnerabilidad. Los humanos han cazado a la especie cerca de la extinción. Queda por hacer gran parte de la investigación acerca de poblaciones salvajes. La especie se representa en cautiverio en Europa, Estados Unidos, y al menos un zoo en India, en los cuales se llevan a cabo proyectos de crianza. En el pasado han surgido problemas  respecto a la hibridación, especialmente con el cocodrilo americano, limitando la reserva genética pura de la especie.

### Los cocodrilos de Fidel Castro
Dos cocodrilos cubanos famosos toman residencia en el Acuario Skansen de Estocolmo, Suecia. Los cocodrilos, llamados Castro e Hillary, fueron anteriormente mascotas del líder cubano Fidel Castro, antes de donárselos al cosmonauta Vladímir Shatálov en 1978. Shatálov, tras tenerlos en su casa un tiempo, los donó al Zoológico de Moscú, que a su vez los donó al Acuario Skansen en 1981, su residencia final. La pareja de cocodrilos han producido numerosas crías desde 1984. Uno de los cocodrilos mordió el brazo de un hombre en 2019, al acercarlo al hábitat en una fiesta de cangrejos de río; el hombre sobrevivió pero su brazo tuvo que ser amputado.